# Periphoba diasi
Periphoba diasi is een vlinder uit de familie nachtpauwogen (Saturniidae). De wetenschappelijke naam van de soort is voor het eerst geldig gepubliceerd in 1994 door Claude Lemaire.
1. ↑  Lemaire, C., 1994: Déscription de quatre espèces nouvelles du genre Periphoba Hübner (Lepidoptera: Saturniidae, Hemileucinae). Nachrichten des Entomologischen Vereins Apollo NF 15 (3): 397–408.